# 隆喜蟱蛛
隆喜蟱蛛（学名：Philoponella prominens），又名隆背菲蛛或隆背渦蛛，为蟱蛛科喜蟱蛛属的动物。分布于日本、朝鲜、臺灣以及中国大陆的上海、湖南、四川、安徽、浙江等地。该物种的模式产地在日本。